# ネモンテミ
ネモンテミ (nēmontēmi, nēn ontēmi) とは、アステカ文明の暦の上で1年の最後に挿入されている5日間の日々を示すナワトル語である。

## 概要
アステカの暦ではそれぞれ20日間である"月"が18種類あり、これら全てを合計すると360日となる。一方アステカ文明で採用されていた太陽暦であるシウイトルでは1年は365日とされていて、1年のうちどの月にも含まれない日が5日間生じるということになる。この5日間の日々をネモンテミという。ネモンテミは通常の場合1年の最後の5日、つまり18月であるイスカリが終わった後の5日間として設けられていた。
ネモンテミという言葉は"無用な日々"または"不幸な日々"という意味である。これらの日々は不幸をもたらすものだと考えられていたため、ネモンテミの間は料理さえも含むほとんどの活動は可能な限り避けられていた。
R.C.Tunnicliffeの調査によると、1年を365日としたことにより生まれる正しい太陽暦とのずれは、52年ごとに挿入される"trecena"という13日間の閏日によって調整されていたという。この13日間は不幸なものとは考えられていなかったが、ネモンテミと同様にアステカの暦において数字やシンボルによって特徴づけられることはなかった。